# Willard Deason
Willard „Bill“ Deason (geboren am 3. Januar 1905 in Stockdale (Texas); gestorben am 23. Februar 1997 in Austin (Texas)) war ein amerikanischer Jurist und Unternehmer. Von 1965 bis 1975 war er Mitglied der Regulierungsbehörde Interstate Commerce Commission.

## Leben
Willard Deason wurde als viertes von sechs Kinder von Horace und Nettie Key Deason geboren. Er besuchte die Stockdale High School bis 1922. Anschließend studierte er bis 1930 am Southwest Texas State Teachers College (SWSTC), heute Texas State University. Auf dem College war er Zimmerkollege des späteren US-Präsidenten Lyndon B. Johnson.
Nach dem Studium lehrte er an der Alamo Heights Junior High School in San Antonio. Daneben studierte er Jura und erwarb 1934 den Abschluss als LL.B. Zunächst arbeitete er als Anwalt für die Federal Land Bank. Ab August 1935 war er in leitender Funktion bei der National Youth Administration in Austin beschäftigt. Nach dem Angriff auf Pearl Harbor wurde Deason im März 1942 zum Militär eingezogen und diente in der Personalabteilung der Marine. Den Armeedienst beendete er im Range eines Commanders.
Nach dem Krieg arbeitete er von März 1946 bis Dezember 1948 beim Radiosender KTBC in Austin. 1949 gründete er mit anderen Veteranen in Austin den Radiosender KVET. Deason übernahm das Management und die Programmdirektion. Später erwarb er die Anteile der anderen Miteigentümer. Deason verkaufte den Radiosender im Juli 1965 an Roy Butler. Daneben war er in der Wirtschaftskammer von Austin, im texanischen Radionverband sowie in weiteren gemeinnützigen Organisationen tätig.
Am 18. August 1965 nominierte Präsident Johnson seinen Freund Deason für den Sitz von Everett Hutchinson in der Regulierungsbehörde Interstate Commerce Commission für die restliche Amtszeit bis zum 31. Dezember 1965 sowie daran anschließend bis zum 31. Dezember 1972. Deason verfügte zu diesem Zeitpunkt über keinerlei Erfahrung im Verkehrswesen. Die Senatsbestätigung erfolgte am 7. September 1965 und am folgenden Tag trat er sein Amt an. Eine erneute Nominierung erfolgte 1972/73 für eine Amtszeit bis zum 31. Dezember 1979. Am 31. Juli 1975 ging er in den Ruhestand. Seine Nachfolgerin wurde Betty Jo Christian.
Willard Deason war seit 1945 mit Jeanne Fitzpatrick (1917–2000) verheiratet und hatte zwei Kinder. Sein Trauzeuge war Lyndon B. Johnson.